# Resurrecció (pel·lícula)
Resurrecció és una pel·lícula estatunidenca de Russell Mulcahy estrenada l'any 1999. Ha estat doblada al català.

## Argument
Chicago. L'inspector John Prudhomme, turmentat per la mort accidental del seu fill un any abans, és enviat amb el seu company Andrew Hollinsworth a l'escenari d'un crim salvatge. A la víctima li han amputat un braç i porta xifres romanes gravades a la carn. Prudhomme aposta de seguida per un assassí en sèrie. Els dies que segueixen li donen la raó: són descoberts altres cossos, tots mutilats i marcats amb xifres romanes. Amb l'esperança de detenir com més aviat millor l'assassí en sèrie, el capità Whippley demanda als dos inspectors acceptar col·laborar amb l'agent Wingate,de l'FBI.

## Repartiment
- Christophe Lambert: Inspector John Prudhomme
- Leland Orser: Inspector Andrew Hollinsworth
- Robert Joy: Gerald Demus
- Ray Vernon: Agent Wingate
- Barbara Tyson: Sara Prudhomme
- Rick Fox: Scholfield
- David Cronenberg: Pare Rousell
- Jonathan Potts: Detective Moltz
- Peter MacNeill: Capità Whippley
- Phillip Williams: Inspector Rousch
- Jayne Eastwood: Dolores Koontz
- David Ferry: M. Breslauer
- Chaz Thorne: David Elkins
- Darren Enkin: John Ordway

## Al voltant de la pel·lícula
- Russell Mulcahy recorda les condicions de rodatge: « S'ha realitzat el rodatge a Toronto, a continuació a Chicago durant una jornada, per a alguns plans d'exteriors. És la política del Hollywood dels anys 90 ! (...) Sabeu, filmar a Canadà, als Estats Units, a Anglaterra o a Austràlia, és igual, per poc que la gent parli anglès ! » « Sortir de la norma, xocar. Això era la meva lectura d'aquest guió. Volia filmar Resurrecció com es filmaria un malson ! Penso que a la gent li agrada tenir calfreds amb un thriller, de la mateixa manera que adoren riure amb una comèdia. L'important, és que els films no deixen els espectadors indiferents ! »
- David Cronenberg, el convidat sorpresa: Des de Sèrie negra per a una nit blanca de John Landis (1985), el director canadenc ha pres el costum d'aparèixer als films dels seus col·legues (i amics la majoria). Així, el públic ha pogut sobretot percebre-la a Tot per un somni de Gus Van Sant, En creuar el límit de Michael Apted, o L'última nit de Don McKellar.
- Crítica: "Fotocopiant a 'Seven'. El que aquí hi ha és imitació, tan pura i dura que arriba al desvergonyiment de plagiar, plànol a plànol, seqüències completes"[3]